# Niedorp
Niedorp  è stata una municipalità dei Paesi Bassi situata nella provincia dell'Olanda Settentrionale. Il precedente comune autonomo dal 1º gennaio 2012 è stato accorpato a quello di Hollands Kroon.